# Tacuja Sakai
Tacuja Sakai (japonsko 坂井 達弥), japonski nogometaš, * 19. november 1990.
Za japonsko reprezentanco je odigral eno uradno tekmo.